# Голдернесс (Нью-Гемпшир)
Голдернесс (англ. Holderness) — місто (англ. town) в США, в окрузі Ґрафтон штату Нью-Гемпшир. Населення — 2004 особи (2020).

## Демографія
Згідно з переписом 2010 року, у місті мешкало 2108 осіб у 860 домогосподарствах у складі 595 родин. Було 1510 помешкань
Расовий склад населення:
| - 97,2 % — білих - 0,5 % — чорних або афроамериканців - 0,4 % — корінних американців - 0,3 % — азіатів |

До двох чи більше рас належало 1,2 %. Частка іспаномовних становила 0,2 % від усіх жителів.
За віковим діапазоном населення розподілялося таким чином: 19,4 % — особи молодші 18 років, 62,2 % — особи у віці 18—64 років, 18,4 % — особи у віці 65 років та старші. Медіана віку мешканця становила 46,9 року. На 100 осіб жіночої статі у місті припадало 101,9 чоловіків;  на 100 жінок у віці від 18 років та старших — 101,4 чоловіків також старших 18 років.
Середній дохід на одне домашнє господарство  становив 86 841 долар США (медіана — 67 143), а середній дохід на одну сім'ю — 94 575 доларів (медіана — 73 065). Медіана доходів становила 39 514 долари для чоловіків та 36 833 долари для жінок. За межею бідності перебувало 10,9 % осіб, у тому числі 16,7 % дітей у віці до 18 років та 0,0 % осіб у віці 65 років та старших.
Цивільне працевлаштоване населення становило 1150 осіб. Основні галузі зайнятості: освіта, охорона здоров'я та соціальна допомога — 28,8 %, роздрібна торгівля — 12,1 %, мистецтво, розваги та відпочинок — 11,5 %.